# Porta di Borgogna
La porta di Borgogna (in francese porte de Bourgogne o anche porte des Salinières) è una porta storica di Bordeaux costruita in stile classicista da Ange-Jacques Gabriel alla metà del XVIII secolo e situata all'ingresso della città dal ponte di pietra sulla Garonna.